# Pañcatantra
Il Pañchatantra (o Panchatantra o Panciatantra; IAST: Pañcatantra, sanscrito: पञ्चतन्त्र, "Libro di istruzione in cinque parti") è un'antica raccolta indiana di favole in prosa e versi.

## Struttura

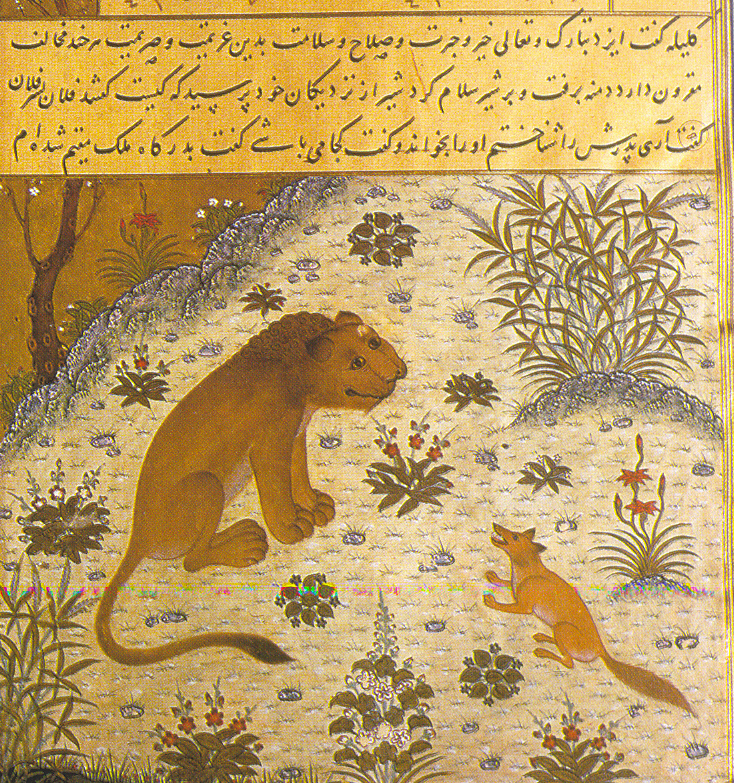
Una pagina da un codice del 1429 del Calila e Dimna, traduzione persiana del I libro del Pañcatantra

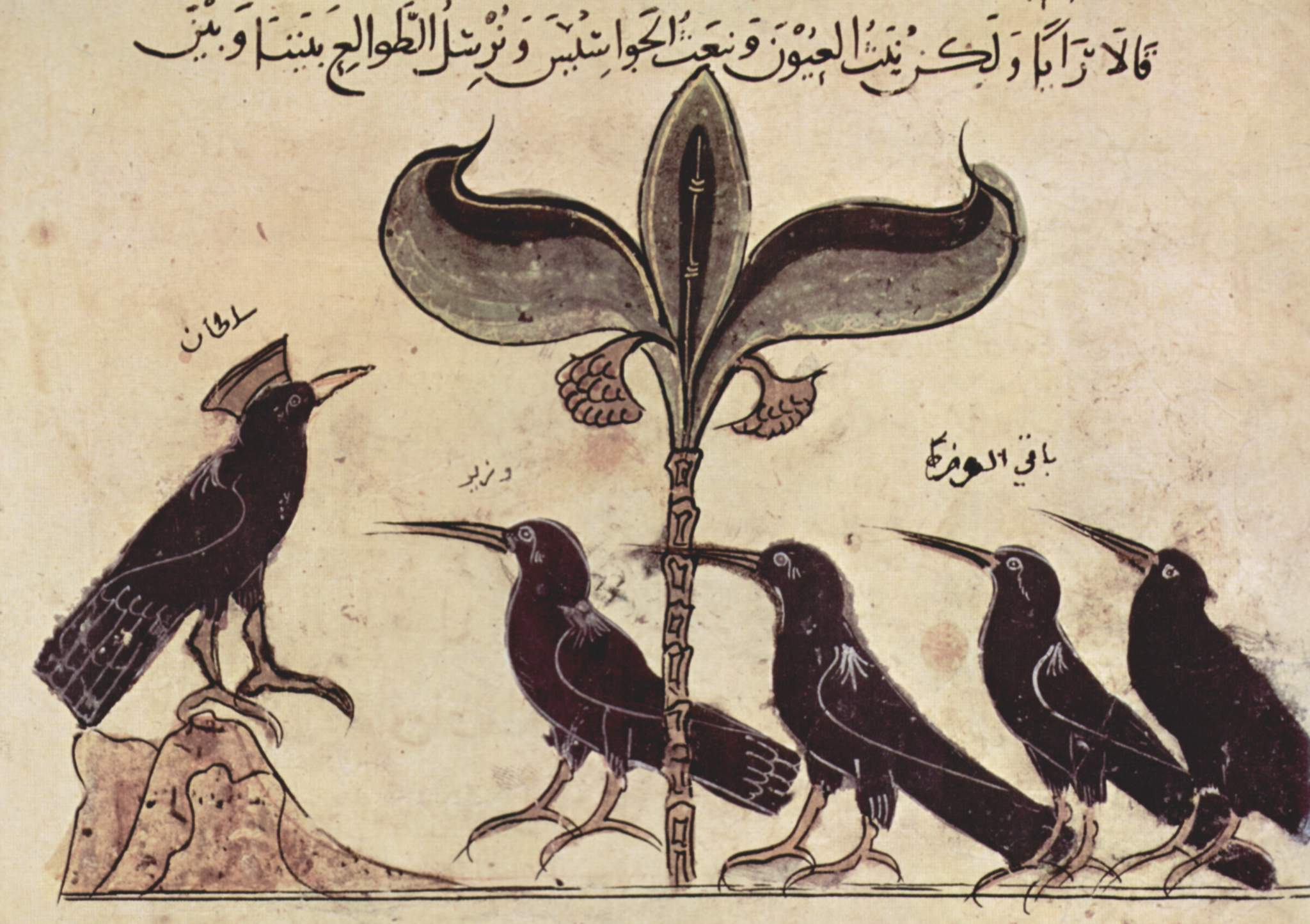
Una pagina da un codice arabo del 1210 di Calila e Dimna

Il Pañcatantra è la più famosa raccolta di favole indiana e probabilmente anche la più antica. Si compone di un racconto-cornice (cornice narrativa) sul quale si innestano settanta favole che veicolano precetti di morale utilitaristica (l'azione giusta è quella che comporta maggiori vantaggi). La forma è in prosa, intercalata da strofe in versi, queste ultime generalmente di contenuto morale e didascalico. Il racconto-cornice narra di un re indiano che affida i suoi tre figli alle cure del saggio brahmano Visnusarman, il leggendario autore del Pañchatantra, perché li educhi, e costui compone i seguenti cinque libri:
1. «La separazione degli amici»: si narrano gli intrighi dei due sciacalli Calila e Dimna affinché il toro e il leone, ministri del re degli animali, rompano la loro amicizia
2. «Il modo di acquistare gli amici»: si espongono i vantaggi derivanti dalla saggia scelta delle amicizie, attraverso favole riguardanti un topo, un corvo, una tartaruga, delle colombe e delle gazzelle
3. «La guerra e la pace dei corvi e dei gufi»: in cui si espone come si possa vincere la guerra con gli inganni e l'assenza di scrupoli morali
4. «La perdita di ciò che si è acquistato»: narra la favola della scimmia che riesce a salvarsi dalle grinfie di un coccodrillo, che l'ha già trascinata in acqua per divorarle il cuore, dicendogli che questo è legato a un albero sulla riva del fiume
5. «Le opere fatte sconsideratamente»: narra della morte di una mangusta uccisa da un brahmano, il quale l'aveva a torto giudicata colpevole della morte del figlioletto

I figli del re leggono il testo e, nel giro di sei mesi, come era stato promesso al re loro padre da Visnusarman, diventano saggi e colti.

## Storia
Non si sa con precisione quando sia stato composto il Pañcatantra, anche perché l'originale è andato perduto. In occidente ne esistono numerose traduzioni e rifacimenti, spesso differenti fra di loro, la cui successione è stata studiata e delineata dall'orientalista tedesco Theodor Benfey a metà del XIX secolo. Si presume che una fra le più antiche redazioni, nota col titolo di Tantrakhyâyika, risalga a un periodo compreso fra il II e il VI secolo d.C.; una versione del XII secolo è l'Hitopadesa. Il testo originale in sanscrito del Pañcatantra è stato tradotto in molte lingue dell'India, sia del sud sia del nord, e poi fuori dell'India, subendo mutamenti nel suo cammino. 
Il viaggio del Pañcatantra verso Occidente è avvenuto attraverso una versione, perduta, in lingua pahlavi del VI secolo dalla quale è derivata una versione in arabo dell'VIII secolo intitolata, dal nome dei due sciacalli del I libro, Calila e Dimna (Kalila wa Dimna). Nel XIII secolo Giovanni da Capua ne diede una versione in lingua latina intitolata Directorium humanae vitae derivante da una versione in lingua ebraica (che discende dalla versione in lingua araba); dalla versione latina di Giovanni da Capua deriveranno quella tedesca di Anton von Pforr (1483), intitolata «Das Buch der Beispiele der alten Weisen», una versione in lingua italiana del Doni (che fu tradotta in inglese da Thomas North) e una versione in lingua spagnola della fine del XV secolo. Dalla versione spagnola discende un'altra edizione italiana del XVI secolo, sia pur parziale: La prima veste de' discorsi degli animali del Firenzuola (1548). Sempre nel XVI secolo Giulio Nuti aveva tradotto in italiano la versione in lingua greca del Pañcatantra fatta da Simeon Seth, un ebreo bizantino dell'XI secolo. Nel XIII secolo un poeta italiano in lingua latina, Baldo, aveva scritto alcune favole in versi leonini, Novus Esopus, tratte probabilmente da una versione non identificata del Pañcatantra in lingua araba.

## Edizioni in lingua italiana
- Agnolo Firenzuola,  La prima veste de' discorsi degli animali di Agnolo Firenzuola. In: I Lucidi di M. Agnolo Firenzuola fiorentino. Firenze, appresso i Giunti, 1548
- Anton Francesco Doni, La moral filosophia del Doni, tratta da gli antichi scrittori; allo illustriss. Signor don Ferrante Caracciolo dedicata, In Vinegia, per Francesco Marcolini, 1552
- Giulio Nuti, Del governo de' regni sotto morali esempi di animali ragionanti tra loro. Ferrara, per Dominico Mammarelli, 1583 (anche Bologna, Gaetano Romagnoli, 1872; Ristampa fotomeccanica da quest'ultima: Bologna, Commissione per i testi di lingua, 1968)
- L'uccellatore e le colombe, favola del Pancatantra recata di sanscrito in italiano da G. Flechia. Torino, Tipografia Ferrero e Franco, 1852
- Emilio Teza (a cura di), Del governo de' regni sotto morali esempi di animali ragionanti tra loro. Bologna, presso Gaetano Romagnoli, 1872
- La novella quarta del libro primo del Panciatantra. Testo sanscrito, traduzione, note di Italo Pizzi. Torino, V. Bona, 1891
- Visnusarman, Le novelle indiane di Visnusarma; tradotte dal sanscrito da Italo Pizzi. Torino, Unione Tipografico-Editrice, 1896
- Viscnu-Sarma, Il pancia-tantra, ovvero Le cinque astuzie: cento e più favole per divertire ed istruire la gioventù; traduzione italiana ed introduzione di Federico Verdinois. Napoli, Partenopea, 1914
- Il pancatantra: apologhi e novelle; traduzione di U. Norsa. 3 Voll. Lanciano, G. Carabba Edit. Tip., 1928
- Giovanni Bechis (a cura di), Pancatantra: il libro dei racconti; prefazione di Giorgio Cusatelli. Parma, Ugo Guanda, 1991, Coll. Biblioteca della Fenice, ISBN 88-7746-583-2
- Francesco Carciotto, Cettina Cavallaro, Maria Adelaide Durante (a cura di), Novelle del Pancatantra tradotte dal Sanscrito. Catania, Greco, 1999